# Horváth Péter (közgazdász)
Horváth Péter (Sopron, 1937. február 3. – Stuttgart, 2022. június 4.) a Stuttgarti Egyetem Kontrolling Tanszékének emeritus professzora, a Horváth nemzetközi vezetési tanácsadó cég és az International Performance Research Institute (IPRI) alapítója. Németországban a kontrolling egyik meghonosítójának számít, 1973-ban ő hozta létre az első kontrolling tanszéket Németországban, a Darmstadti Műszaki Egyetemen. „Controlling” című könyve széles körben használt egyetemi tankönyv, számos nyelvre lefordították, köztük oroszra és kínaira is.

## Életpályája
1956-ban elhagyta Magyarországot, november 9-én a zöldhatáron átgyalogolt Ausztriába. Onnan Nyugat-Németországba ment, ahol előbb 1962-ben az Aacheni Egyetemen szerzett gépészmérnöki diplomát, majd 1965-ben Münchenben végzett mérnök-közgazdászként.
Tanársegéd lett az egyetemen, fokozatosan emelkedett a tudományos ranglétrán, 1973-ban habilitált. Ugyanebben az évben a Darmstadti Egyetemen létrehozta az első kontrolling tanszéket Németországban. 1981-ben a Stuttgarti Egyetem kontrolling tanszékének vezetőjévé nevezték ki. Ugyanebben az évben megalapította vezetési tanácsadó cégét, az IFUA Consultingot (az IFUA betűszó az Institut für Unternehmensanalysen, azaz vállalatelemző intézet rövidítése), amelyet később átkeresztelték a Horváth & Partners névre (a nemzetközi csoport magyar tagvállalata változatlanul viseli az IFUA nevet). A nemzetközi cég 2021-ben röviden Horváthra változtatta a nevét, mert a piacon már addig is úgy emlegették őket, mint "a Horváthok" (németül "Die Horváths"). A magyar tagvállalat neve akkor IFUA Horváthra rövidült.
Horváth Péter díszdoktor a Budapesti Corvinus Egyetemen, a soproni Nyugat-magyarországi Egyetemen, a németországi Oestrich-Winkelben lévő European Business Schoolon és az észtországi Tartui Egyetemen. Az Ulmi Egyetem tiszteletbeli szenátora volt. Vendégprofesszorként tanított New Yorkban, Bécsben, Sao Paulóban és Sanghajban. Több száz cikk és számos szakkönyv szerzője. 2013-ban a Nemzetközi Controller Szövetség (International Controller Association, ICV) tiszteletbeli taggá avatta.
2001-ben stuttgarti székhellyel alapítványt hozott létre a magyar-német kulturális, tudományos és menedzsment kapcsolatok fejlesztésére. Ilyen irányú erőfeszítéseit 2006-ban Pro Cultura Hungarica díjjal ismerte el a magyar állam. 2013-ban évi nettó 6.000 euró támogatással fiatal magyar alkotók megsegítésére létrehozta a Horváth Péter irodalmi ösztöndíjat, amelynek összegét 2024-ben 7.000 euróra emelték. Szintén 2013-ban a magyarországi közgazdaságtudományi kutatás és oktatás, valamint a magyar–német gazdasági kapcsolatok fejlesztéséért és a magyar kultúra németországi bemutatása és terjesztése érdekében végzett tevékenysége elismeréseként A Magyar Érdemrend középkeresztje kitüntetést kapta.
Alapítványa, a Péter-Horváth-Stiftung a Nemzetközi Kontroller Szövetséggel (Internationaler Controller Verein, ICV) évente közösen ítéli oda a 10 000 eurós Zöld Kontrolling Díjat (Green-Controlling-Preis). A Péter-Horváth-Stiftung évente ítéli oda a kontrolling területén végzett, kiemelkedő gyakorlatorientált üzemgazdasági tudományos munkáért a 20.000 euró díjazással járó Horváth Péter kontrolling díjat (Péter Horváth-Controllingpreis) is. Horváth Péter támogatta a stuttgarti Magyar Kulturális Intézetet, a Budapesti Fesztiválzenekart, a Liszt Múzeum Alapítványt, a Budapesti Corvinus Egyetem Családi Vállalkozások Kutatóközpontját és az IFUA Nonprofit Partner Közhasznú Nonprofit Kft.-t is, amely civil szervezeteknek nyújt ingyen menedzsment tanácsadást.
Tagja volt a Stuttgarti Irodalmi Házban (Literaturhaus Stuttgart) működő „Gazdasági Klub" elnökségének és tagja a Festspielhaus Baden-Baden támogatói kör elnökségének is. Horváth Péter 1989-től 2001-ig volt a nemzetközi tanácsadó cég vezérigazgatója, 2001-ben lett a felügyelőbizottság elnöke, 2014-től 2021 végéig pedig helyettes elnöke volt. 2022 elején lemondott erről a tisztségéről, ekkor a felügyelőbizottság tiszteletbeli elnökévé választották a cégnél. A tudományos életben is aktív volt. 2002-ben a vállalati működés vizsgálatára kutatóintézetet alapított International Performance Research Institute (IPRI) néven. A kutatóintézet 50 százalékát 2014-ben az Ulmi Egyetemnek adományozta. A Stuttgarti Egyetemen 2005 óta volt emeritus professzor. Szerkesztője volt a Controlling, a Wissenschaftsmanagement és a Familienunternehmen und Strategie (Családi vállalatok és stratégia) szakfolyóiratoknak.
Horváth Péter 2022. június 4-én hunyt el Stuttgartban.

## Művei
- Controlling / Péter Horváth, Vahlen ISBN 978-3-8006-3878-9
- Controller Agenda 2017: Trends und Best practices / Péter Horváth – Uwe Michel, Schäffer-Poeschel 2014 ISBN 978-3-7910-3404-1
- Den Wandel beherrschen, Produktionsnetzwerke gestalten: ein Leitfaden zum Management der Wandlungsfähigkeit / Péter Horváth – Oliver Kleine – Gisela Lanza, Ludwigsburg 2014 ISBN 978-3-932298-52-3
- Controlling integriert und global: Erfolgreiche Steuerung von komplexen Organisationen / Péter Horváth – Uwe Michel, Schäffer-Poeschel 2013 ISBN 978-3-7910-3321-1
- Strategie, Steuerung und Governance außeruniversitärer Forschungseinrichtungen / Péter Horváth – Hans-Ulrich Küpper – Mischa Seiter, Springer Gabler 2013 ISBN 978-3-658-01676-0
- Controlling umsetzen: Fallstudien, Lösungen und Basiswissen / Péter Horváth – Ronald Gleich – Dietmar Voggenreiter, Schäffer-Poeschel 2012 ISBN 978-3-7910-3046-3
- Controlling und Finance: Steuerung im volatilen Umfeld / Péter Horváth – Uwe Michel, Schäffer-Poeschel 2012 ISBN 978-3-7910-3219-1
- Exzellentes Controlling, exzellente Unternehmensleistung: Best Practice und Trends im Controlling / Péter Horváth, Schäffer-Poeschel 2011 ISBN 978-3-7910-3120-0
- Das Stufenkonzept zum Lösungsanbieter: Ergebnisse einer empirischen Studie / Péter Horváth, International Performance Research Institute gemeinnützige GmbH. 2011
- Kunden und Markt im Fokus: mit Marketingcontrolling zum Erfolg / Péter Horváth, Schäffer-Poeschel 2010 ISBN 978-3-7910-2992-4
- Vom Produkt- zum Lösungsanbieter: erfolgreiche Konzepte und Praxisbeispiele der Entwicklungsschrittfolge / Péter Horváth, Lemmens 2010 ISBN 978-3-86856-000-8
- Erfolgreiche Steuerungs- und Reportingsysteme in verbundenen Unternehmen: Controlling als Chance in der Rezession / Péter Horváth, Schäffer-Poeschel 2009 ISBN 978-3-7910-2897-2
- Mehr Verantwortung für den Controller: Lösungsansätze zur Leistungssteigerung und Best-practice-Lösungen zum Performance- und Compliance-Controlling / Péter Horváth Schäffer-Poeschel 2008 ISBN 978-3-7910-2824-8
- Controlling umsetzen: Fallstudien, Lösungen und Basiswissen / Péter Horváth – Ronald Gleich – Dietmar Voggenreiter, Schäffer-Poeschel 2007 ISBN 978-3-7910-2617-6
- Erfolgstreiber für das Controlling: Konzepte und Praxislösungen / Péter Horváth, Schäffer-Poeschel 2007 978-3-7910-2699-2
- Controlling und finance excellence: Herausforderungen und Best-Practice-Lösungsansätze/ Péter Horváth, Schäffer-Poeschel 2006 ISBN 978-3-7910-2564-3
- Wertschöpfung braucht Werte: wie Sinngebung zur Leistung motiviert / Péter Horváth Schäffer-Poeschel 2006 ISBN 978-3-7910-2548-3
- Organisationsstrukturen und Geschäftsprozesse wirkungsvoll steuern / Péter Horváth Schäffer-Poeschel 2005 ISBN 978-3-7910-2453-0
- Die Strategieumsetzung erfolgreich steuern: Strategien beschreiben, messen und organisieren / Péter Horváth, Schäffer-Poeschel 2004 ISBN 3-7910-2317-9
- Intangibles in der Unternehmenssteuerung: Strategien und Instrumente zur Wertsteigerung des immateriellen Kapitals / Péter Horváth – Klaus Möller, Vahlen 2004 ISBN 3-8006-3035-4
- Werte schaffen – Werte managen: erfolgreiche Konzepte wertorientierter Unternehmenssteuerung / Péter Horváth, Lemmens 2004 ISBN 3-932306-57-0
- Neugestaltung der Unternehmensplanung: innovative Konzepte und erfolgreiche Praxislösungen / Péter Horváth – Ronald Gleich, Schäffer-Poeschel 2003 ISBN 3-7910-2107-9
- Performancesteigerung und Kostenoptimierung: neue Wege und erfolgreiche Praxislösungen / Péter Horváth, Schäffer-Poeschel 2003 ISBN 3-7910-2179-6
- Vahlens großes Controllinglexikon / Péter Horváth – Thomas Reichmann, Vahlen 2003 ISBN 3-8006-2758-2
- Performance-Controlling: Strategie, Leistung und Anreizsystem effektiv verbinden / Péter Horváth, Schäffer-Poeschel 2002 ISBN 3-7910-2081-1
- Controlling umsetzen: Fallstudien, Lösungen und Basiswissen / Péter Horváth – Ronald Gleich – Dietmar Voggenreiter, Schäffer-Poeschel 2001 ISBN 3-7910-1822-1
- Strategien erfolgreich umsetzen / Péter Horváth, Schäffer-Poeschel 2001 ISBN 3-7910-1961-9
- Innovative Controlling tools und Konzepte von Spitzenunternehmen: Controlling der Champions / Péter Horváth Schäffer-Poeschel 1998, ISBN 3-7910-1353-X
- Integrationsmanagement für neue Produkte / Peter Horváth – Günther Fleig Schäffer-Poeschel 1998 ISBN 3-7910-1279-7
- Das neue Steuerungssystem des Controllers: von balanced scorecard bis US-GAAP / Péter Horváth Schäffer-Poeschel 1997 ISBN 3-7910-1223-1
- Controlling des Strukturwandels: Standortflexibilität und Kundenzufriedenheit schaffen / Péter Horváth, Schäffer-Poeschel 1996 ISBN 3-7910-1087-5
- Controlling umsetzen: Fallstudien, Lösungen und Basiswissen / Péter Horváth – Ronald Gleich – Dietmar Voggenreiter Schäffer-Poeschel 1996 ISBN 3-7910-0973-7
- Controlling-Prozesse optimieren / Péter Horváth, Schäffer-Poeschel 1995 ISBN 3-7910-0976-1
- Kunden und Prozesse im Fokus: Controlling und Reengineering / Péter Horváth Schäffer-Poeschel 1994 ISBN 3-7910-0839-0
- Marktnähe und Kosteneffizienz schaffen: effektives Controlling für neue Führungsstrukturen / Péter Horváth, Schäffer-Poeschel 1993 ISBN 3-7910-0724-6
- Target costing: marktorientierte Zielkosten in der deutschen Praxis / Péter Horváth, Schäffer-Poeschel 1993 ISBN 3-7910-0700-9
- Effektives und schlankes Controlling / Péter Horváth, Schäffer-Poeschel 1992 ISBN 3-7910-0652-5
- Controllingkonzeptionen für die Zukunft: Trends und Visionen / Péter Horváth, Poeschel 1991 ISBN 3-7910-0553-7
- Das Controllingkonzept: der Weg zu einem wirkungsvollen Controllingsystem / von Péter Horváth, Beck 1991 ISBN 3-406-34793-2
- Qualitätscontrolling / Péter Horváth – Georg Urban, Poeschel 1991 ISBN 3-7910-0554-5
- Synergien durch Schnittstellen-Controlling / Péter Horváth, Poeschel 1991 ISBN 3-7910-0608-8
- Strategieunterstützung durch das Controlling: Revolution im Rechnungswesen? / Péter Horváth, Poeschel 1990 ISBN 3-7910-0550-2
- Internationalisierung des Controlling / Péter Horváth, Poeschel 1989 ISBN 3-7910-0508-1
- Standard-Anwendungssoftware für das Rechnungswesen: Marktübersicht, Auswahlkriterien u. Produkte für Finanzbuchhaltung u. Kosten- u. Leistungsrechnung / Péter Horváth – Manfred Petsch – Michael Weihe, Vahlen 1986 ISBN 3-8006-1151-1

## Magyarul megjelent művei
- Controlling. A sikeres vezetés eszköze; közrem. Dobák Miklós; Közgazdasági és Jogi; Bp., 1990 ISBN 9632222555
- Controlling. Út egy hatékony controlling rendszerhez; ford. Schmidt Ferenc, Velenczei Róbert; Közgazdasági és Jogi, Bp., 1997 ISBN 9632245458

### Magyar nyelvűek
- Az IFUA Horváth & Partners honlapja
- Interjú Horváth Péterrel a Heti Válaszban  Archiválva 2010. június 9-i dátummal a Wayback Machine-ben
- A kilátáselmélet gyakorlata – Manager Magazin 2012. február
- A kontrollingpápa – Forbes Magazin 2014. március
- Nem Horvath, nem is Horvàth, hanem Horváth – Forbes Magazin 2014. szeptember

### Német nyelvűek
- A Horváth & Partners honlapja
- A Péter Horváth-Stiftung
- A Haufe kiadó megemlékezése Horváth Péter 75. születésnapján
- Az Internationaler Controller Verein honlapja
- Beszámoló a 2015. évi Horváth Péter kontrolling díj és a Zöld Kontrolling díj átadásáról
- A Stuttgarti Egyetem honlapja Horváth Péterről
- A németországi Oestrich-Winkelben lévő European Business School honlapja
- Az International Performance Research Institute honlapja
- A német Controlling szakfolyóirat
- A Literaturhaus Stuttgart gazdasági klubja
- Horváth Péter életrajza  Archiválva 2013. július 31-i dátummal a Wayback Machine-ben
- A Horváth Péter által írt, és a róla szóló könyvek a Német Nemzeti Könyvtár (Deutsche Nationalbibliothek) katalógusában
- A Horváth AG gyászolja Horváth Pétert